# Галяк, Артём Александрович
Артём Александрович Галяк (бел. Арцём Аляксандравіч Галяк; род. 29 августа 1995, Калинковичи, Гомельская область) — белорусский футболист, нападающий, и тренер. В настоящее время главный тренер клуба «Вертикаль».

## Клубная карьера
Воспитанник калинковичского футбола, в 2011-2012 годах также учился в академии ПМЦ. В 2012 году начал выступать за дубль мозырьской «Славии». После вылета «Славии» в Первую лигу в сезоне 2014 года тренировался с основным составом. 26 июля 2014 года дебютировал в матче Кубка Беларуси против «Гомельжелдортранса» (1:2). Вторую половину сезона 2014 провёл в аренде во Второй лиге за калинковичскую «Вертикаль».
В первой половине 2015 года вновь выступал за дубль «Славии», а в августе 2015 года был отдан в аренду в «Гомельжелдортранс». В сезоне 2016 с 9 голами стал лучшим бомбардиром дубля «Славии». В марте 2017 года продлил контракт с мозырьским клубом и стал привлекаться к основному составу, но так и не сыграл за него и в июле того же года покинул команду. В сентябре 2017 года перешёл в «Нафтан», где 17 сентября дебютировал в Высшей лиге, выйдя на замену по итогам матча с «Неманом» (3:2).
По итогам сезона 2017 «Нафтан» занял последнее место и вылетел из Высшей лиги, а в начале 2018 года Галяк был на просмотре в «Славии», но не подошёл и начал сезон в составе микашевичского «Гранита».
В январе 2019 года был на просмотре в гомельском «Локомотиве», но сезон начал в составе светлогорского «Химика». Играл за этот клуб до лета 2020 года.
В начале 2021 года перешел в калинковичскую «Вертикаль», где впоследствии стал главным тренером.

## Статистика
| Сезон    | Дивизион | Клуб                | Страна   | Матчи | Голы |
| -------- | -------- | ------------------- | -------- | ----- | ---- |
| 2012     | дубль    | Славия-Мозырь       | Беларусь | 10    | 0    |
| 2013     | дубль    | Славия-Мозырь       | Беларусь | 26    | 1    |
| 2014 (1) | Д2       | Славия-Мозырь       | Беларусь | 0     | 0    |
| 2014 (2) | Д3       | Вертикаль           | Беларусь | 3     | 0    |
| 2015 (1) | дубль    | Славия-Мозырь       | Беларусь | 14    | 3    |
| 2015 (2) | Д2       | Гомельжелдортранс   | Беларусь | 10    | 0    |
| 2016     | дубль    | Славия-Мозырь       | Беларусь | 13    | 9    |
| 2017 (1) | дубль    | Славия-Мозырь       | Беларусь | 9     | 2    |
| 2017 (2) | Д1       | Нафтан              | Беларусь | 6     | 0    |
| 2018     | Д2       | Гранит (Микашевичи) | Беларусь | 28    | 4    |
| 2019     | Д2       | Химик (Светлогорск) | Беларусь | 24    | 1    |
| 2020 (1) | Д2       | Химик (Светлогорск) | Беларусь | 10    | 0    |
| 2021     | Д3       | Вертикаль           | Беларусь | 1     | 0    |